# Gran Premio de Long Beach
El Gran Premio de Long Beach (oficialmente llamado Acura Grand Prix of Long Beach) es una competición automovilística que se lleva a cabo en el circuito urbano de Long Beach una vez al año. Es la carrera de coches estadounidense más antigua disputada en un circuito urbano.
Entre 1976 y 1983 el Gran Premio de Long Beach pasó a denominarse oficialmente como Gran Premio del oeste de los Estados Unidos, formando parte del Campeonato Mundial de Fórmula 1. Actualmente, el Gran Premio se disputa en el marco de la IndyCar, y el circuito es el escenario de pruebas de las series Indy Lights y de la American Le Mans Series, y también de carreras de demostración como la Fórmula Drift o la Toyota Pro/Celebrity Race. El patrocinio de Toyota se mantuvo entre 1980 y 2018.

## Historia

### Fórmula 5000
El Gran Premio de Long Beach comenzó en 1975, cuando las calles de Long Beach albergaron una carrera de Fórmula 5000 puntuable para el campeonato nacional.

### Fórmula 1

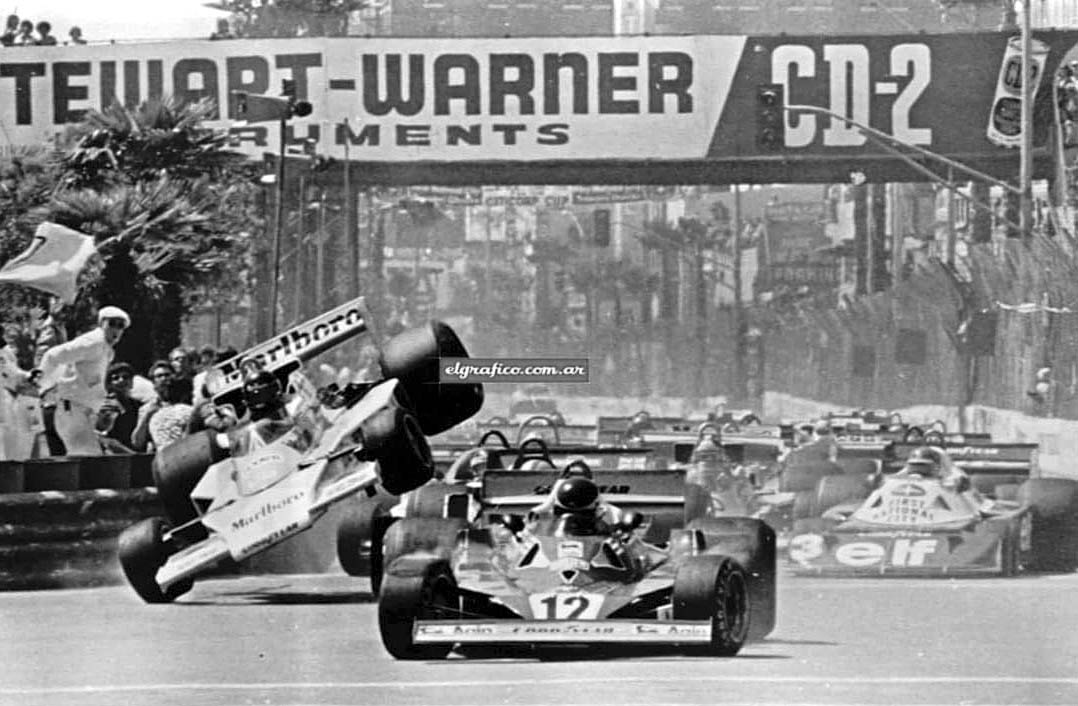
Los pilotos Carlos Reutemann (posición delantera) y James Hunt en Long Beach 1977.

El éxito popular del evento permitió al año siguiente organizar una prueba del campeonato mundial de Fórmula 1, bajo la denominación de Gran Premio del oeste de los Estados Unidos, que se disputó allí entre 1976 y 1983. Por entonces, la otra prueba del calendario de Fórmula 1 en suelo estadounidense, el Gran Premio de los Estados Unidos, se disputó en Watkins Glen (de 1976 a 1980), y luego en Detroit (de 1982 a 1983).

### CART/Champ Car
En 1984, el campeonato mundial dejó Long Beach, cuyo Gran Premio se integró en el campeonato norteamericano de monoplazas CART, que tomó el nombre de Champ Car desde 2004. Generalmente colocado al inicio de la temporada, el evento se ha afirmado a lo largo de los años como uno de los más prestigiosos del campeonato, en particular debido al gran entusiasmo del público. En su primera edición se registró la victoria de Mario Andretti y la cuarta posición del doble campeón del mundo de F1 Emerson Fittipaldi.

### IndyCar
En 2008, tras la absorción de la Champ Car, el Gran Premio se incorporó al campeonato rival de la Serie IndyCar. Sin embargo, debido a que el cambio se decidió con muy poca antelación, se produjo un conflicto de fechas con otro evento de la IndyCar, y en la prueba solo participaron coches de la difunta Champ Car de acuerdo con sus regulaciones, aunque se otorgaron puntos para el campeonato IndyCar de 2008. Al año siguiente, en 2009, la prueba se integró definitivamente en el campeonato de la Serie IndyCar.
La edición de 2020, inicialmente programada para el 19 de abril, debió de ser cancelada debido a la pandemia de la enfermedad por coronavirus.

## Resultados
| Año  | Piloto                                                | Constructor                                           | Campeonato                                            | Resultados                                            |
| ---- | ----------------------------------------------------- | ----------------------------------------------------- | ----------------------------------------------------- | ----------------------------------------------------- |
| 1975 | Brian Redman                                          | Lola-Chevrolet                                        | Fórmula 5000 Estadounidense                           | Resultados                                            |
| 1976 | Clay Regazzoni                                        | Ferrari                                               | Fórmula 1*                                            | Resultados                                            |
| 1977 | Mario Andretti                                        | Lotus-Cosworth                                        | Fórmula 1*                                            | Resultados                                            |
| 1978 | Carlos Reutemann                                      | Ferrari                                               | Fórmula 1*                                            | Resultados                                            |
| 1979 | Gilles Villeneuve                                     | Ferrari                                               | Fórmula 1*                                            | Resultados                                            |
| 1980 | Nelson Piquet                                         | Brabham-Cosworth                                      | Fórmula 1*                                            | Resultados                                            |
| 1981 | Alan Jones                                            | Williams-Cosworth                                     | Fórmula 1*                                            | Resultados                                            |
| 1982 | Niki Lauda                                            | McLaren-Cosworth                                      | Fórmula 1*                                            | Resultados                                            |
| 1983 | John Marshall Watson                                  | McLaren Cosworth                                      | Fórmula 1*                                            | Resultados                                            |
| 1984 | Mario Andretti                                        | Lola-Cosworth                                         | CART World Series                                     | Resultados                                            |
| 1985 | Mario Andretti                                        | Lola-Cosworth                                         | CART World Series                                     | Resultados                                            |
| 1986 | Michael Andretti                                      | March-Cosworth                                        | CART World Series                                     | Resultados                                            |
| 1987 | Mario Andretti                                        | Lola-Chevrolet/Ilmor                                  | CART World Series                                     | Resultados                                            |
| 1988 | Al Unser Jr.                                          | March-Chevrolet/Ilmor                                 | CART World Series                                     | Resultados                                            |
| 1989 | Al Unser Jr.                                          | Lola-Chevrolet/Ilmor                                  | CART World Series                                     | Resultados                                            |
| 1990 | Al Unser Jr.                                          | Lola-Chevrolet/Ilmor                                  | CART World Series                                     | Resultados                                            |
| 1991 | Al Unser Jr.                                          | Lola-Chevrolet/Ilmor                                  | CART World Series                                     | Resultados                                            |
| 1992 | Danny Sullivan                                        | Galmer-Chevrolet/Ilmor                                | CART World Series                                     | Resultados                                            |
| 1993 | Paul Tracy                                            | Penske-Chevrolet/Ilmor                                | CART World Series                                     | Resultados                                            |
| 1994 | Al Unser Jr.                                          | Penske-Ilmor                                          | CART World Series                                     | Resultados                                            |
| 1995 | Al Unser Jr.                                          | Penske-Mercedes-Benz/Ilmor                            | CART World Series                                     | Resultados                                            |
| 1996 | Jimmy Vasser                                          | Reynard-Honda                                         | CART World Series                                     | Resultados                                            |
| 1997 | Alessandro Zanardi                                    | Reynard-Honda                                         | CART World Series                                     | Resultados                                            |
| 1998 | Alessandro Zanardi                                    | Reynard-Honda                                         | CART World Series                                     | Resultados                                            |
| 1999 | Juan Pablo Montoya                                    | Reynard-Honda                                         | CART World Series                                     | Resultados                                            |
| 2000 | Paul Tracy                                            | Reynard-Honda                                         | CART World Series                                     | Resultados                                            |
| 2001 | Hélio Castroneves                                     | Reynard-Honda                                         | CART World Series                                     | Resultados                                            |
| 2002 | Michael Andretti                                      | Reynard-Honda                                         | CART World Series                                     | Resultados                                            |
| 2003 | Paul Tracy                                            | Lola-Cosworth                                         | CART World Series                                     | Resultados                                            |
| 2004 | Paul Tracy                                            | Lola-Cosworth                                         | Championship Auto Racing Teams                        | Resultados                                            |
| 2005 | Sébastien Bourdais                                    | Lola-Cosworth                                         | Championship Auto Racing Teams                        | Resultados                                            |
| 2006 | Sébastien Bourdais                                    | Lola-Cosworth                                         | Championship Auto Racing Teams                        | Resultados                                            |
| 2007 | Sébastien Bourdais                                    | Panoz-Cosworth                                        | Championship Auto Racing Teams                        | Resultados                                            |
| 2008 | Will Power                                            | Panoz-Cosworth                                        | IndyCar Series**                                      | Resultados                                            |
| 2009 | Dario Franchitti                                      | Dallara-Honda                                         | IndyCar Series                                        | Resultados                                            |
| 2010 | Ryan Hunter-Reay                                      | Dallara-Honda                                         | IndyCar Series                                        | Resultados                                            |
| 2011 | Mike Conway                                           | Dallara-Honda                                         | IndyCar Series                                        | Resultados                                            |
| 2012 | Will Power                                            | Dallara-Chevrolet                                     | IndyCar Series                                        | Resultados                                            |
| 2013 | Takuma Satō                                           | Dallara-Honda                                         | IndyCar Series                                        | Resultados                                            |
| 2014 | Mike Conway                                           | Dallara-Chevrolet                                     | IndyCar Series                                        | Resultados                                            |
| 2015 | Scott Dixon                                           | Dallara-Chevrolet                                     | IndyCar Series                                        | Resultados                                            |
| 2016 | Simon Pagenaud                                        | Dallara-Chevrolet                                     | IndyCar Series                                        | Resultados                                            |
| 2017 | James Hinchcliffe                                     | Dallara-Honda                                         | IndyCar Series                                        | Resultados                                            |
| 2018 | Alexander Rossi                                       | Dallara-Honda                                         | IndyCar Series                                        | Resultados                                            |
| 2019 | Alexander Rossi                                       | Dallara-Honda                                         | IndyCar Series                                        | Resultados                                            |
| 2020 | Edición cancelada debido a la pandemia de coronavirus | Edición cancelada debido a la pandemia de coronavirus | Edición cancelada debido a la pandemia de coronavirus | Edición cancelada debido a la pandemia de coronavirus |
| 2021 | Colton Herta                                          | Dallara-Honda                                         | IndyCar Series                                        | Resultados                                            |
| 2022 | Josef Newgarden                                       | Dallara-Chevrolet                                     | IndyCar Series                                        | Resultados                                            |
| 2023 | Kyle Kirkwood                                         | Dallara-Honda                                         | IndyCar Series                                        | Resultados                                            |
| 2024 | Scott Dixon                                           | Dallara-Honda                                         | IndyCar Series                                        | Resultados                                            |
| 2025 | Kyle Kirkwood                                         | Dallara-Honda                                         | IndyCar Series                                        | Resultados                                            |

(*) Cuando el Gran Premio formaba parte del Campeonato Mundial de Fórmula 1, el evento se llamaba “Gran Premio del oeste de los Estados Unidos".
(**) En 2008, aunque incluida en el calendario de las IndyCar Series, la carrera se disputó de acuerdo con el reglamento técnico específico de la Champ Car, y solo con pilotos de este campeonato.
|  |  |  |  |